# Bonjour Koiaji Patisserie
Bonjour Koiaji Patisserie (japanisch Bonjour♪恋味パティスリー Bonjour Koiaji Patisurī), auch bekannt als Bonjour Sweet Love Patisserie, ist eine Anime-Webserie der Studios Connect und Silver Link aus dem Jahr 2014. Sie basiert auf der Idee zu einem Dating-Sim-Spiel, das nach Start der Serie auch veröffentlicht wurde.

## Inhalt
Die 16-jährige Sayuri Haruno (春野 小百合) kommt auf die Fleurir-Akademie, um dort Konditorin zu werden. Sie freundet sich schnell mit ihrer Mitschülerin Ran Mochizuki (望月 蘭) an, doch manch andere sind Sayuri gegenüber missgünstig, da sie mit Hilfe eines Stipendiums an die Schule kam. Und die Mädchen haben nicht nur gut aussehende Mitschüler wie Ryō Kōduki (皐月 遼), mit dem Sayuri zusammen bäckt, sondern auch die drei Lehrer sind jung und bei den Schülerinnen beliebt. Doch Affären zwischen Lehrern und Schülerinnen sind streng verboten. So wirft die Schulleiterin Nadeshiko Minagawa (皆川 撫子) einen besonders strengen Blick auf Sayuri, da sie die Lehrer auch außerhalb des Unterrichts gemeinsam mit ihr sieht. Alle drei hatten jeweils Sayuri eingeladen mit ihnen zu backen. So fürchtet sie um ihr Stipendium, obwohl sie doch nicht verbotenes getan hat.

## Produktion und Veröffentlichung
Die Serie entstand unter der Regie von Noriaki Akitaya in den Studios Connect und Silver Link. Die verantwortlichen Produzenten waren Marina Sasaki und Takuro Tsuchiya, Serienkonzept und Drehbuch stammen von Ryō Aoki. Das Charakterdesign entwarf Shoko Takimoto, nach einer Vorlage von Utako Yukihiro, und die künstlerische Leitung lag bei Yumi Kudō. Die 24 jeweils 5 Minuten langen Folgen wurden erstmals vom 10. Oktober 2014 bis 20. März 2015 auf der Videoplattform Niconico gezeigt sowie am Folgetag auf NTV On Demand und Hulu. Crunchyroll bietet den Anime beginnend als Simulcast unter dem Titel BONJOUR♪Sweet Love Patisserie mit unter anderem deutschen und englischen Untertiteln an.
| Rolle              | Japanische Stimme (Seiyū) |
| ------------------ | ------------------------- |
| Sayuri Haruno      | Yui Ishikawa              |
| Ran Mochizuki      | Ayane Sakura              |
| Ryō Kōduki         | Kaito Ishikawa            |
| Nadeshiko Minagawa | Katsuyuki Konishi         |
| Yoshinosuke Suzumi | Hikaru Midorikawa         |
| Gilbert Hanahusa   | Ryohei Kimura             |
| Mitsuki Aoi        | Tetsuya Kakihara          |

Die Musik der Serie wurde komponiert von Takahiro Yamada. Das Vorspannlied ist Yasashisa o Tsutsumikonde (優しさを包み込んで) von Kaito Ishikawa und Tetsuya Kakihara und für den Abspann verwendete man Dochira ni Suru no? (どちらにするの？) von Ryohei Kimura und Hikaru Midorikawa.
Am 16. Dezember 2014 erschien auf der japanischen Website Ameba eine von more games entwickelte Ren’ai-Simulation (Datingsim) zur Serie für iOS- und Android-Systeme.